# 湯斯維爾娛樂和會議中心
湯斯維爾娛樂和會議中心是位於澳洲昆士蘭州湯斯維爾的室內體育館。興建於1993年，可容納5,257人。

## 租客
從1993年到2013–14 NBL賽季，本中心為湯斯維爾鱷魚的主場。在鱷魚比賽期間，場地通常被稱為沼澤。因為觀眾減少，鱷魚將2014–15 NBL賽季的主場移至湯斯維爾RSL體育場。2015年5月，鱷魚隊宣布他們將在2015-16 賽季重返沼澤。
2021年湯斯維爾烈火宣布，2021–22 WNBL賽季起本中心為該隊的新主場。烈火隊比賽期間本中心被稱為火坑。

## 外部連結
- 官方網站 （页面存档备份，存于）
- 湯斯維爾娛樂和會議中心 at Austadiums